# Molinaranea clymene
Molinaranea clymene là một loài nhện trong họ Araneidae.
Loài này thuộc chi Molinaranea. Molinaranea clymene được Hercule Nicolet miêu tả năm 1849.